# Leccinum aerugineum
Leccinum aerugineum är en svampart som först beskrevs av Elias Fries, och fick sitt nu gällande namn av Lannoy & Estadès 1991. Leccinum aerugineum ingår i släktet Leccinum och familjen Boletaceae.   Inga underarter finns listade i Catalogue of Life.
I den svenska databasen Dyntaxa används istället namnet Leccinum cyaneobasileucum för samma taxon.  Arten är reproducerande i Sverige.